# Ercole Gennari

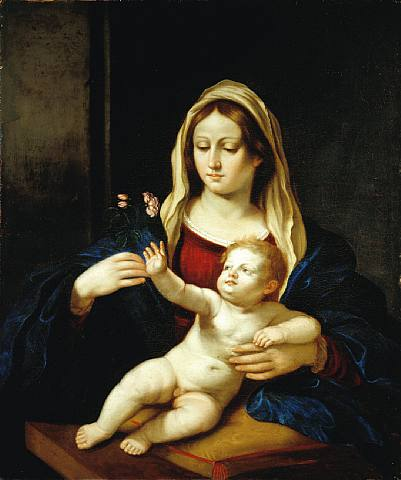
Vierge à l'enfant par Ercole Gennari, collection privée

Ercole Gennari (né à Cento le 10 mars 1597 et mort à Bologne  le 27 juin 1658) est un dessinateur et peintre italien de la Renaissance .

## Biographie
Fils du peintre Benedetto Gennari et de Julia Bovi, Ercole a été baptisé dans la collégiale de San Biagio, à Cento. Il a d'abord étudié pour devenir chirurgien mais le  mariage de sa sœur Lucie avec le peintre Guercino en 1628 et l'influence de son père et de son frère aîné le peintre Bartolomeo Gennari (1594-1661), ont conduit Ercole à choisir la profession de peintre. Son style le place à l'École bolognaise de peinture.
Il a peint la Vierge à l'enfant avec saint Félix de Cantalice et la Trinité avec les saints Ursula, Francesco et Antonio, conservés à la Pinacothèque communale de Cesena. Après la mort du frère de Guercino qui était le directeur adjoint et l'administrateur de l'atelier de peinture, Ercole est allé vivre avec sa femme et ses fils Benedetto et Cesare, à Bologne, dans la maison de Guercino, qui, sans famille lui-même, avait besoin de quelqu'un pour maintenir les relations avec les clients et administrer la propriété.
Ercole Gennari a été enterrée dans la chapelle familiale de l'église bolognaise San Nicolò degli Albari.